# 下莫科
下莫科（法語：Bas-Mauco，法語發音：[ba moko]）是法国朗德省的一个市镇，与上莫科相邻，属于蒙德马桑区。

## 地理
下莫科（43°47'47"N, 0°33'19"W）面积11.5 平方千米，位于法国新阿基坦大区朗德省，该省份为法国西南部沿海省份，是法國本土面积第二大的省，北起吉倫特省，西临大西洋，南至大西洋比利牛斯省，东临热尔省，东北与洛特-加龍省接壤。
与下莫科接壤的市镇（或旧市镇、城区）包括：欧里斯、邦凯、上莫科、圣瑟韦。

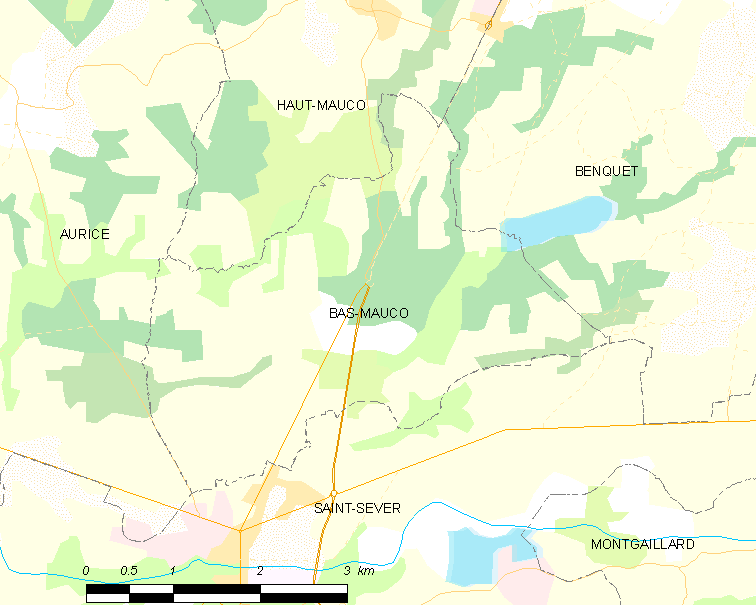
下莫科的OSM定位图

下莫科的时区为UTC+01:00、UTC+02:00（夏令时）。

## 行政
下莫科的邮政编码为40500，INSEE市镇编码为40026。

## 政治
下莫科所属的省级选区为沙洛斯-蒂尔桑县。

## 人口

1962-2008年间下莫科人口变化图示

下莫科于2022年1月1日时的人口数量为402人。